# Ross Andru
Ross Andru (Cleveland, 15 juni 1927 - 9 november 1993) was een Amerikaans strip- en comictekenaar. Hij was actief van 1951 tot en met 1993 voor onder meer DC Comics en Marvel Comics, waarvoor hij van 1973 tot en met 1978 de vaste tekenaar was van The Amazing Spider-Man. Hij was de medeschepper van personages als Ben Reilly, de Jackal, Punisher en het superheldenteam The Defenders. Andru werd in 2007 opgenomen in de Will Eisner Comic Book Hall of Fame samen met Mike Esposito, in een aanzienlijk deel van zijn werk zijn inkter.

## Carrière
Andru maakte in de vroege jaren 50 zijn entree als tekenaar van periodieke comics met werk aan nummers van onder meer een aantal oorlogs- en sciencefictiontitels, Marvel Tales (Timely Comics) en   The Brave and the Bold (DC Comics). Toen in de jaren 60 superhelden in opkomst kwamen, ging Andru aan dergelijke titels werken. Zo tekende hij een tijd Action Comics, The Flash en Wonder Woman.
Andru ging in de jaren 70 voor Marvel Comics werken en creëerde hij er in eerste instantie titels als Marvel Feature (waarin hij in het eerste deel The Defenders introduceerde) en Marvel Team-Up (1972). In oktober 1973 begon hij als vaste tekenaar van A-titel The Amazing Spider-Man. Daarin liet hij zijn sporen na door in nummer #129 op de proppen te komen met een nieuw personage genaamd Punisher en in #149 met Spiderman-kloon Ben Reilly. Die eerste groeide uit tot een volwaardig A-personage voor Marvel. Reilly werd twintig jaar na zijn introductie (en na Andru's overlijden) het middelpunt van een twee jaar durende verhaallijn rond de vraag of Peter Parker al die tijd niet eigenlijk een kloon was geweest en Reilly de échte Peter Parker en dus Spiderman. Uiteindelijk hield Marvel Andru meer dan vijf jaar en vijftig nummers aan als Spiderman-tekenaar.
Andru was in 1976 ook de tekenaar van een eendelige uitgave genaamd Superman vs. the Amazing Spider-Man. Die titel ging de boeken in als de eerste waarin paradepaardjes van de concurrerende uitgeverijen DC en Marvel prominent samen in één verhaal zaten.